# Битва на горе Гвозд
Битва на горе Гвозд (хорв. Bitka na Gvozdu) — сражение между венгерской армией короля Кальмана I Книжника и армией последнего хорватского короля Петара Свачича, произошедшее в 1097 году. Венгры наголову разгромили хорватскую армию, а Хорватское королевство лишилось независимости и вошло в состав Венгерского королевства.

## Предыстория
Со смертью в 1091 году Степана II, последнего короля из династии Трпимировичей, хорватская держава вступила в период хаоса, закончившегося гибелью независимой державы. Влиятельная вдова короля Дмитара Звонимира, Елена, бывшая сестрой короля Венгрии Ласло Святого, вела интриги с целью передать хорватский трон венгерской династии. В том же 1091 году венгерские войска вторглись в страну и заняли практически всю её территорию за исключением далматинского побережья. Королём Хорватии Ласло I поставил своего племянника принца Альмоша. Хорватская знать, не смирившаяся с потерей независимости и привилегий, избрала королем представителя рода Свачичей-Петара, начавшего борьбу с венгерской экспансией в Хорватии. Города Далмации объединились под предводительством короля Петара,а в самой Венгрии, после смерти Ласло в 1095 году началась борьба за власть между наследниками Ласло, принцами Альмошем и Кальманом, победителем из которой вышел Кальман. Получив возможность восстановить хорватскую независимость в связи с междуусобицей в Венгрии, король Петар в течение двух лет возвращал земли, отнятые покойным венгерским королём.

## Ход битвы
В апреле (мае) 1097 года две армии встретились у горы Гвозд, которую сейчас историки идентифицируют как Петрову гору. 
О самом ходе сражения источники крайне скудны. По одним, сражение происходило у северного подножия Гвозда, по другим — с восточной стороны. Сроки битвы ограничены концом апреля или началом мая 1097 года. Не известны детали сражения: было ли столкновение двух армий лобовым (рукопашным), или одна армия устроила засаду другой. Самые ранние источники после битвы сообщают, что венгерские войска победили, а хорватский король погиб в сражении. 
Победив хорватов, армия Коломана открыла путь на юг и воспользовалась возможностью, чтобы захватить прибрежные города и районы, которые ранее были под властью короля Петра.

## Последствия
Смерть последнего хорватского короля и гибель в битве почти всей армии окончательно подорвало сопротивление  хорватской знати. Далматинские города оставшиеся без защиты, один за другим сдавались без боя войскам короля Кальмана. Как итог, в 1102 году Кальман короновался в Биограде как король Хорватии, а сама Хорватия вошла в личную унию с Венгрией, продлившуюся до 1918 года. Лишь в Боснии местные баны сохранили формальную вассальную зависимость от венгерских королей, но упорно сопротивлялись попыткам полностью подчиниться венгерским королям. Последовавший в 1235-1241 крестовый поход против боснийцев не привел к подчинению последних. Наоборот, укрепившись, баны из династии Степанов создали основу для нарождающегося независимого Боснийского королевства.